# 진도 쌍계사 대웅전
진도 쌍계사 대웅전(珍島 雙溪寺 大雄殿)은 대한민국 전라남도 진도군 의신면 사천리, 쌍계사에 있는 대웅전이다. 1985년 2월 25일 전라남도의 유형문화재 제121호로 지정되었다.

## 개요
쌍계사는 점찰산 서쪽 기슭에 있는 절로 문성왕 19년(857)에 도선국사가 지었으며, 인조 26년(1648)에 의웅이 다시 지어서 오늘에 이르고 있다.
쌍계사 대웅전은 석가모니를 모시는 법당이다. 지어진 연대는 1982년 수리할 때 발견된 기록에 숙종 23년이라 쓰여져 있어 정확히 1697년에 세워졌음을 알 수 있다.
앞면 3칸·옆면 2칸으로 지붕은 옆면이 사람 인(人)자 모양으로 가장 단순한 맞배지붕이다. 문의 가운데 칸은 4짝으로 빗살문이며, 양쪽 끝칸은 3짝으로 띠살문이다. 기둥 위에서 지붕 처마를 받치는 공포가 기둥 위와 기둥 사이에도 있는 다포계 양식의 건물이다.

## 같이 보기
- 쌍계사

## 참고 자료
- 쌍계사대웅전 - 국가유산청 국가유산포털